# 바실리 쿠즈네초프

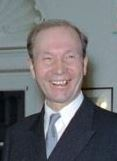
바실리 쿠즈네초프

바실리 쿠즈네초프(러시아어: Василий Васильевич Кузнецов, 1901년 2월 13일~1990년 6월 5일)는 소련의 정치인, 외교관이다. 